# Nan'ao, Shenzhen
Nan'ao (kinesiska: 南澳) är ett stadsdelsdistrikt i staden Shenzhen i provinsen Guangdong i sydöstra Kina. Det ligger i stadsdistriktet Dapeng. Antalet invånare vid folkräkningen 2020 var 17 178.